# Campeonato Mundial de Patinação Artística no Gelo de 1908
O Campeonato Mundial de Patinação Artística no Gelo de 1908 foi a décima terceira edição do Campeonato Mundial de Patinação Artística no Gelo, um evento anual de patinação artística no gelo organizado pela União Internacional de Patinação (em inglês:  International Skating Union) onde os patinadores artísticos competem pelo título de campeão mundial. Esta edição foi a primeira em se teve a competição duplas, que foi disputada separadamente das competições individuais. As competições individuais masculina e feminina foram disputadas entre os dias 25 de janeiro e 26 de janeiro, na cidade de Opava, Áustria-Hungria; e a competição de duplas foi disputada no dia 16 de fevereiro, na cidade de São Petersburgo, Rússia.

## Eventos
- Individual masculino
- Individual feminino
- Duplas

## Medalhistas
| Evento                        | Ouro                                     | Prata                                            | Bronze                                    |
| Individual masculino detalhes | Ulrich Salchow · Suécia                  | Gilbert Fuchs · Alemanha                         | Heinrich Burger · Alemanha                |
| Individual feminino detalhes  | Lily Kronberger · Hungria                | Elsa Rendschmidt · Alemanha                      | nenhuma                                   |
| Duplas detalhes               | Anna Hübler · Heinrich Burger · Alemanha | Phyllis Johnson · James H. Johnson · Reino Unido | Lidia Popova · Alexander Fischer · Rússia |

## Resultados

### Individual masculino
| Pos.              | Nome            | Nacionalidade | Pontos |
| ----------------- | --------------- | ------------- | ------ |
| Medalha de ouro   | Ulrich Salchow  | Suécia        | 9      |
| Medalha de prata  | Gilbert Fuchs   | Alemanha      | 12     |
| Medalha de bronze | Heinrich Burger | Alemanha      | 21     |

### Individual feminino
| Pos.             | Nome             | Nacionalidade | Pontos |
| ---------------- | ---------------- | ------------- | ------ |
| Medalha de ouro  | Lily Kronberger  | Hungria       | 5      |
| Medalha de prata | Elsa Rendschmidt | Alemanha      | 10     |

### Duplas
| Pos.              | Nome                               | Nacionalidade | Pontos |
| ----------------- | ---------------------------------- | ------------- | ------ |
| Medalha de ouro   | Anna Hübler / Heinrich Burger      | Alemanha      | 5      |
| Medalha de prata  | Phyllis Johnson / James H. Johnson | Reino Unido   | 11,5   |
| Medalha de bronze | Lidia Popova / Alexander Fischer   | Rússia        | 13,5   |

## Quadro de medalhas
| Ordem | País        | Medalha de ouro | Medalha de prata | Medalha de bronze |   | Ordem por total |
| ----- | ----------- | --------------- | ---------------- | ----------------- | - | --------------- |
| 1     | Alemanha    | 1               | 2                | 1                 | 4 | 1               |
| 2     | Hungria     | 1               |                  |                   | 1 | 2               |
| 2     | Suécia      | 1               |                  |                   | 1 | 2               |
| 4     | Reino Unido |                 | 1                |                   | 1 | 2               |
| 5     | Rússia      |                 |                  | 1                 | 1 | 2               |
| TOTAL | TOTAL       | 3               | 3                | 2                 | 8 | —               |